# Триантафиллопулос, Константинос
Константинос Триантафиллопулос (греч. Κώστας Τριανταφυλόπουλος; родился 3 апреля 1993 года в Коринфе, Греция) — греческий футболист, защитник клуба «Астерас».

## Клубная карьера
Триантафиллопулос — воспитанник клуба «Панатинаикос». 30 сентября 2012 года в матче против «Астераса» он дебютировал в греческой Суперлиге. Во втором сезоне Константинос стал основным защитником команды и помог ей выиграть Кубок Греции. 9 февраля 2014 года в поединке против ПАОКа он забил свой первый гол за «Панатинаикос».
В начале 2016 года Триантафиллопулос перешёл в «Астерас». 14 апреля в матче против «Верии» он дебютировал за новую команду. 26 октября 2017 года в поединке Кубка Греции против «АОКС Кассимикос» Константинос забил свой первый гол за «Астерас».

## Международная карьера
В 2012 году Триантафиллопулос стал серебряным призёром юношеского чемпионата Европы в Эстонии. На турнире он сыграл в матчах против команд Англии и Португалии.
В 2013 году в составе молодёжной сборной Греции Бакасетас принял участие в молодёжном чемпионате мира в Турции. На турнире он сыграл в матчах против сборных Мексики, Мали, Парагвая и Узбекистана.

## Достижения
Командные
 «Панатинаикос»
- Обладатель Кубка Греции — 2014

Международные
 Греция (до 19)
- Юношеский чемпионат Европы — 2012